# Islas Pequeñas Hermanas
Las Islas Pequeñas Hermanas (en inglés: Little Sisters) es un nombre informal para un grupo de algunas de las islas más pequeñas de las Islas Vírgenes Británicas, al sur de Tórtola y al suroeste de Virgen Gorda. Estas islas son también llamadas las islas del sur.
- Isla Norman
- Isla Pelican
- Isla Peter
- Isla Salt
- Isla Cooper
- Isla Ginger
- Roca Carvel
- Isla Cofre de la Muerte (Dead Chest)

También se incluyen en el grupo varios islotes y rocas más pequeñas.
Lo más parecido a una aprobación formal del término aparece en el Código del Trabajo de 2010 (un estatuto de las Islas Vírgenes Británicas), que incluye una referencia y una definición legal de las "islas hermanas", que el Código define en el sentido de «las islas de las Islas Vírgenes distintas a Tórtola".